# Ostabat-Asme
Ostabat-Asme en idioma francés y oficialmente, Izura-Azme en euskera, es una localidad y comuna francesa situada en el departamento de Pirineos Atlánticos en la región de Aquitania. Forma también parte del territorio histórico vascofrancés de Baja Navarra y es una de las etapas de peregrinaje del Camino de Santiago, en la llamada Via Podiensis.

## Heráldica
En campo de plata, una faja cortada de oro y azur, acompañada en punta de dos vacas andantes y afrontadas, de gules.

## Demografía
| Gráfica de evolución demográfica de Ostabat-Asme entre 1800 y 2012 |
|                                                                    |

El resultado del año 1800 es la suma final de todos los datos parciales obtenidos antes de la creación de la comuna (13 de junio de 1841).
Fuentes: Ldh/EHESS/Cassini e INSEE.

## Historia
La comuna fue creada por Decreto de 13 de junio de 1841 al reunir las localidades de Ostabat y de Asme. 
Con anterioridad, desde el siglo X y durante la Edad Media, Ostabat destacó como una de las etapas importantes de paso de los peregrinos de la ruta Via Podiensis hacia Santiago de Compostela. Hacia mediados del siglo XIV contaba con 2 hoteles, 2 hospedajes y una veintena de albergues con capacidad para 5000 viajeros.
En 1228 la ciudad fue atacada por las tropas del rey navarro Sancho el Fuerte que destruyeron parte de las murallas que todavía se conservan. En romance navarro se denominaba Ostavals.
Durante las guerras de religión del siglo XVI, Ostabat fue incendiada pero a la proclamación de Enrique IV de Francia, que ostentaba también el título de rey de Navarra, la localidad obtuvo privilegios reales, entre ellos, la facultad de construir un gran mercado y de organizar una feria anual.
En 1964 se inauguró el monumento del llamado “cruce de Gibraltar” donde confluyen tres de las vías de peregrinaje tradicional hacia Santiago de Compostela: la via Turonensis, la via Lemovicensis y la via Podiensis.
Gibraltar en este caso, procede según algunos autores de la voz en euskera Xibaltarre con la que la toponimia vasca designa diversos lugares donde se instalaban campamentos de gitanos venidos de Andalucía. Para otros, puede ser también una deformación de Salbatore en referencia al santuario de San Salvador.

### Patrimonio
- Castillo de Laxague, del siglo XIV
- Casa fuerte de Latsaga, siglos XIII y XIV
- Restos de la muralla
- Capilla de Saint Nicolas de Myre, siglo XI
- Hospicio y oratorio de Harambeltz

La madre del político conservador español, Manuel Fraga Iribarne, era oriunda de esta localidad.
También nació aquí el obispo uruguayo Marcelo Mendiharat.